# Ноймаркт (Штирія)
Ноймаркт (нім. Neumarkt in Steiermark) - ярмаркова комуна  (нім. Marktgemeinde) в федеральної землі Штирія, Австрія.
Входить до складу округу Мурау. Населення становить 1910 осіб (на 31 грудня 2005 року). Займає площу 5,14 км². Офіційний код - 6 14 12.

## Історія
У дохристиянські часи це була одна з головних доріг між Італією і Дунаєм. Знахідки римського періоду свідчать про тісний зв'язок з Італією.
Найперша письмова згадка про місто  Ноймаркт датується 1235 роком
У давнину місто носило назву Норея (Noreia) Норіку.

## Політична ситуація
Бургомістр комуни - Райнхардт РАКЦ (АПС) за результатами виборів 2010 року.
Рада представників комуни (нім. Gemeinderat) складається з 15 місць.
- АПС займає 8 місць.
- СДПА займає 3 місць.
- АНП займає 2 місця.
- Місцевий блок: 2 місце.

## Галерея

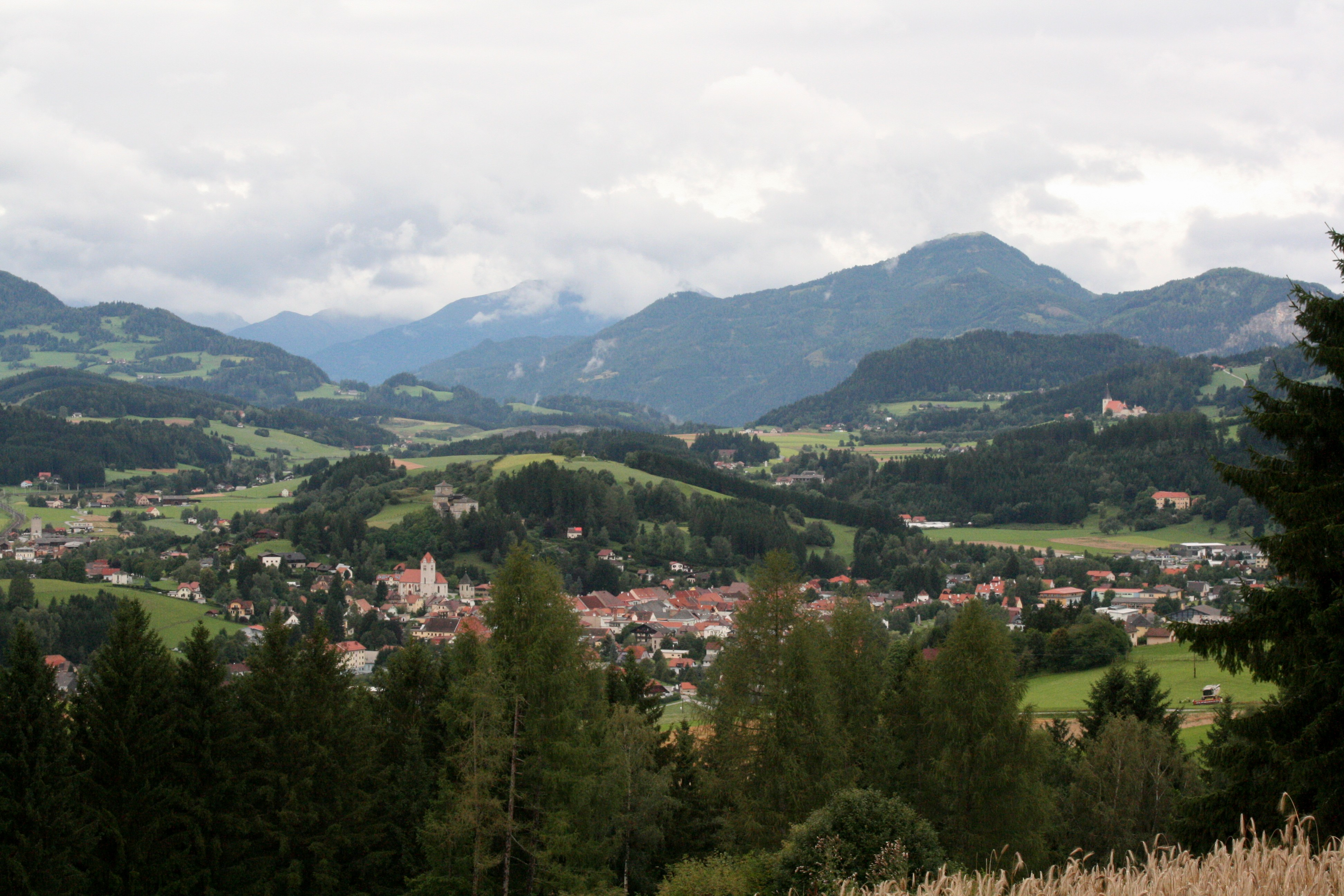
Вид Ноймаркта в Штирії
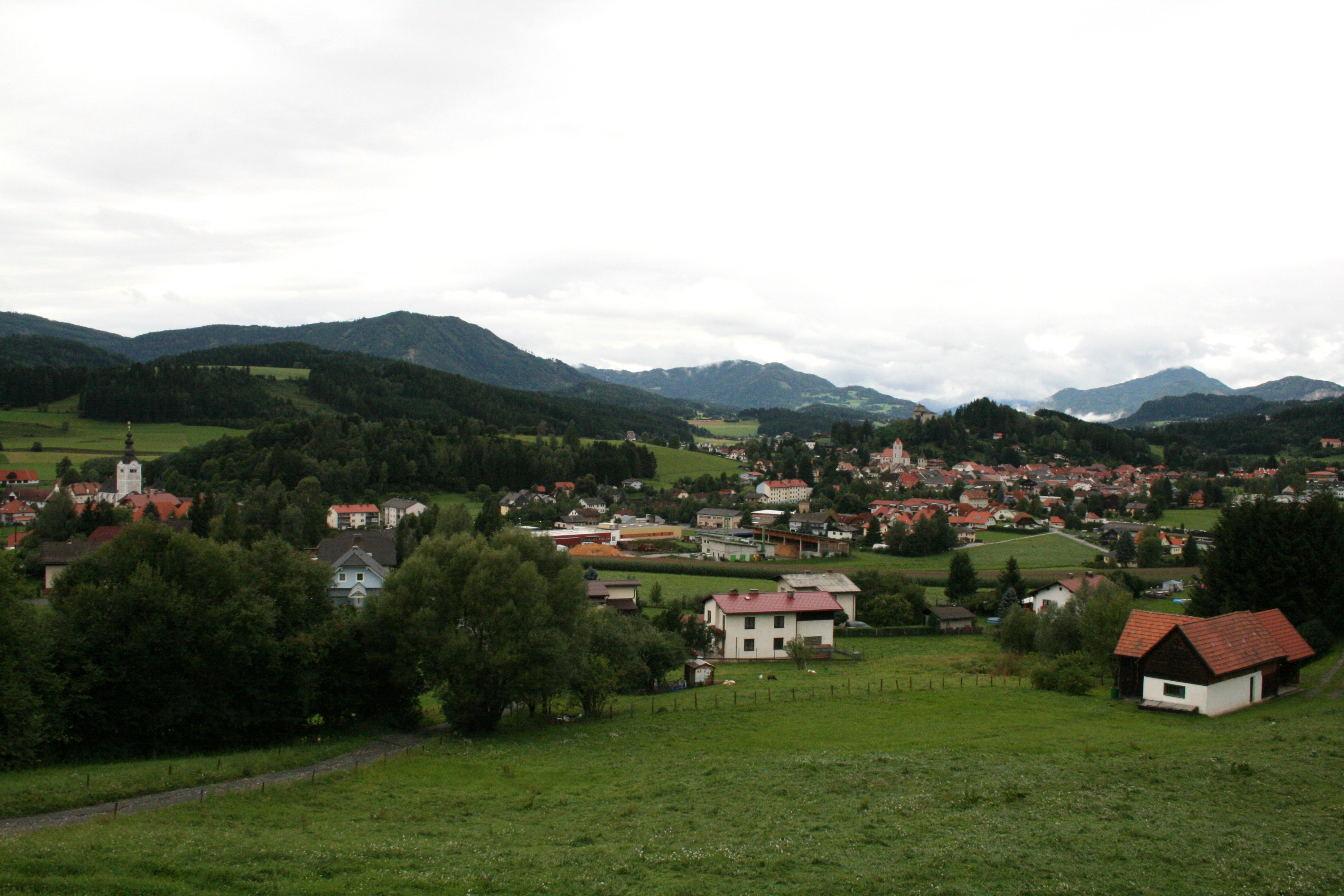
Ноймаркт в Штирії, зліва - церква Св. Лоренцена
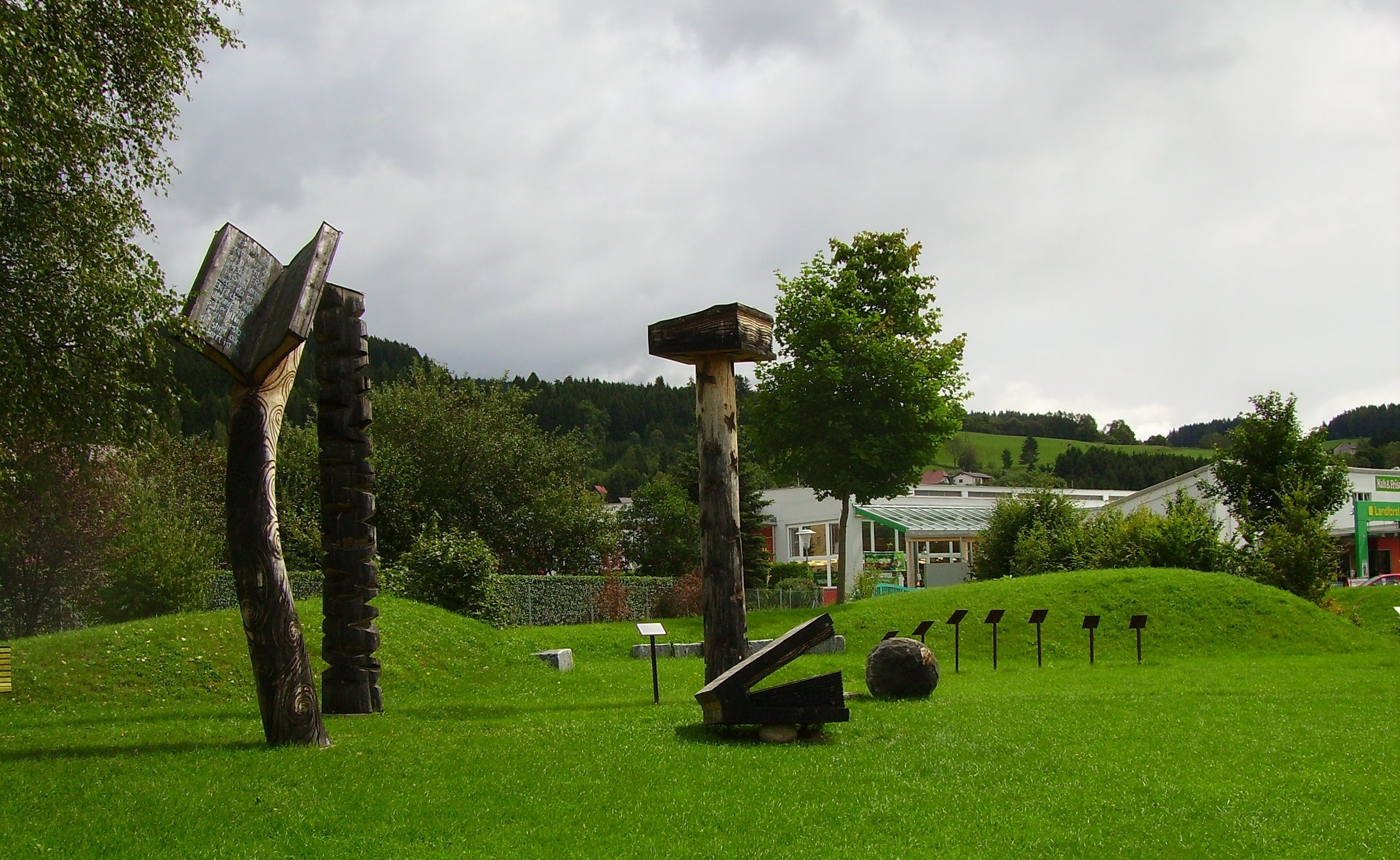
Природний парк